# Land of Hope and Glory
Land of Hope and Glory (in inglese: Terra di Speranza e Gloria) è una canzone patriottica britannica composta nel 1902 sulle musiche orchestrali della prima marcia delle Pomp and Circumstance composte da Sir Edward Elgar e col testo del poeta A.C. Benson. Inizialmente pensata come marcia patriottica, il testo fu suggerito dal re Edoardo VII, che convinse Elgar a farlo scrivere da Benson perché sarebbe stata un'ottima melodia per il testo scritto da Benson. Essa è suonata ogni anno durante la fine dei BBC Proms e in quel occasione viene anche cantata felicemente dal pubblico, portando perciò il direttore a rieseguire il canto, anche a richiesta del pubblico stesso.
Un sondaggio della BBC del 2006 mostrò che il 55% della popolazione inglese preferiva Land of Hope and Glory a God Save the Queen come inno inglese.

## Testo
(Solo)
 
Dear Land of Hope, thy hope is crowned,

God make thee mightier yet! On Sov'ran brows, beloved, renowned,

Once more thy crown is set.

Thine equal laws, by Freedom gained,

Have ruled thee well and long;

By Freedom gained, by Truth maintained,

Thine Empire shall be strong.

(Coro)

Land of Hope and Glory, Mother of the Free,
 
How shall we extol thee, who are born of thee?
 
Wider still and wider shall thy bounds be set;
 
God, who made thee mighty, make thee mightier yet;

God, who made thee mighty, make thee mightier yet.

(Solo)

Thy fame is ancient as the days,
 
As Ocean large and wide:
 
A pride that dares, and heeds not praise,

A stern and silent pride;

Not that false joy that dreams content 

With what our sires have won;
 
The blood a hero sire hath spent
 
Still nerves a hero son.